# Helen Frankenthaler
Helen Frankenthaler (ur. 12 grudnia 1928 w Nowym Jorku, zm. 27 grudnia 2011 w Darien) – amerykańska malarka, przedstawicielka ekspresjonizmu abstrakcyjnego i color field painting; odznaczona Narodowym Medalem Sztuk.

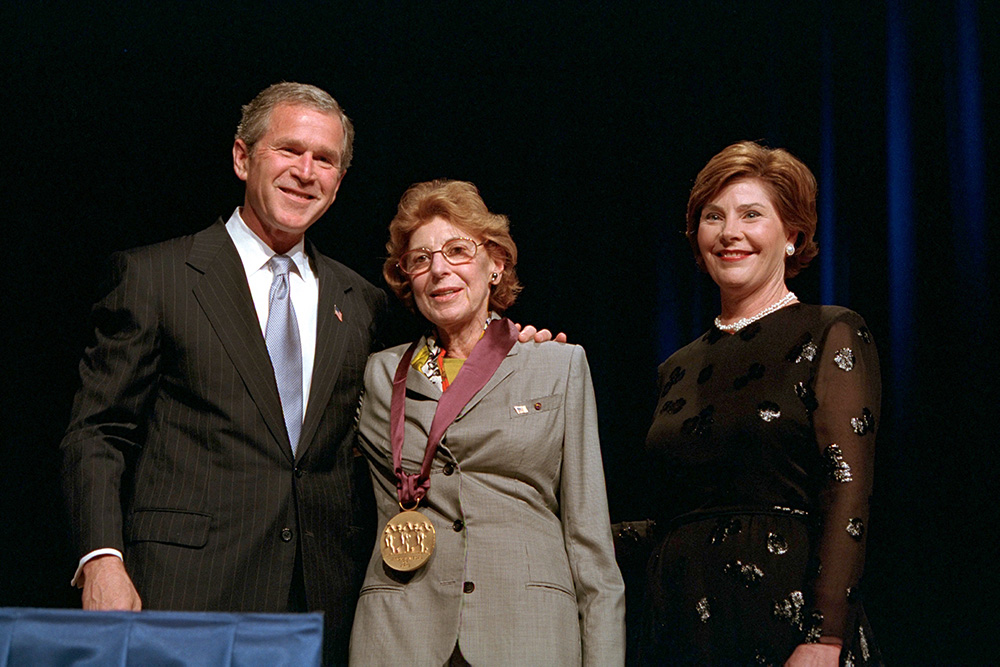
Uroczystość odznaczenia Narodowym Medalem Sztuk (2001)

## Życiorys
Jej kariera rozpoczęła się w 1952 wystawieniem obrazu Mountains and Sea (Góry i morze), w którym zastosowała charakterystyczną technikę „wsiąkającej plamy”, czyli malowania bezpośrednio na niezagruntowanym płótnie, absorbującym farbę. Mimo że jej obrazy to abstrakcje, często odbierane są przez widzów jako pejzaże. Styl ten naśladowali inni artyści, w tym Morris Louis i Kenneth Noland.
Frankenthaler przez pewien czas pozostawała pod wpływem twórczości Jacksona Pollocka, stosując podobną malarską technikę gestu. Nalewała farbę olejną na rozłożone na podłodze płótno i rozprowadzała ją cienką warstwą, jak akwarelę. Techniką tą zapoczątkowała szkołę malarską zwaną color field painting. W 1962 roku przeszła z farby olejnej na akrylową, co pozwoliło jej osiągnąć bogatsze nasycenie kolorystyczne.
W latach 80. XX wieku kolorystyka jej obrazów stała się spokojniejsza, ciemniejsza i bardzie stonowana. Od 1960 roku wykonywała również akwatinty, litografie i drzeworyty. W 1964 roku rozpoczęła pracę w ceramice, a w 1972 roku zrobiła swoją pierwszą rzeźbę.
W latach 1958–1971 była żoną malarza Roberta Motherwella.
W 2001 została z rąk prezydenta George'a W. Busha odznaczona Narodowym Medalem Sztuk.
Zmarła 27 grudnia 2011 w Darien.